# Anastasiya Abrósimova
Anastasiya Abrósimova –en ruso, Анастасия Абросимова– (Novy Urgal, 17 de julio de 1990) es una deportista rusa que compite en triatlón y acuatlón.
Ganó una medalla de bronce en el Campeonato Europeo de Triatlón de 2017, en la prueba de relevo mixto. Además, obtuvo dos medallas en el Campeonato Mundial de Acuatlón, oro en 2015 y plata en 2016.

## Palmarés internacional
| Campeonato Europeo | Campeonato Europeo  | Campeonato Europeo | Campeonato Europeo |
| Año                | Lugar               | Medalla            | Prueba             |
| ------------------ | ------------------- | ------------------ | ------------------ |
| 2017               | Kitzbühel (Austria) | Medalla de bronce  | Relevo mixto       |

| Campeonato Mundial | Campeonato Mundial       | Campeonato Mundial | Campeonato Mundial |
| Año                | Lugar                    | Medalla            | Prueba             |
| ------------------ | ------------------------ | ------------------ | ------------------ |
| 2015               | Chicago (Estados Unidos) | Medalla de oro     | Individual         |
| 2016               | Cozumel (México)         | Medalla de plata   | Individual         |